# Dream Academy
The Debut: Dream Academy é um reality show de competição de talentos criado como uma colaboração internacional entre as gravadoras Hybe e Geffen Records com o objetivo de criar um grupo feminino global. O projeto interativo com fãs envolve 20 candidatas de todo o mundo competindo em três "missões" para testar sua arte. As eliminações ocorrem após cada missão, deixando apenas 10 competidoras para competir na final, durante a qual as integrantes do grupo final serão decididas.  A série durou em cerca de 12 semanas.
De acordo com o presidente da Hybe, Bang Si-hyuk, a intenção do projeto é formar "um grupo global baseado na metodologia K-pop".  O projeto foi anunciado no dia 28 de agosto de 2023,  estreou em 1º de setembro de 2023 e terminou em 17 de novembro de 2023, com o anúncio do grupo feminino de seis membros do vencedor, conhecido como Katseye . 

## Lista de concorrentes
| #  | Nome                 | Idade | Nacionalidade | Eliminação                    |
| -- | -------------------- | ----- | ------------- | ----------------------------- |
| 1  | Adéla Jergova        | 19    | Eslováquia    | Missão 1                      |
| 2  | Brooklyn Van Zandt   | 17    | EUA           | Missão 2                      |
| 3  | Celeste Diaz         | 21    | Argentina     | Missão 3                      |
| 4  | Daniela Avanzini     | 19    | EUA           | 3° lugar                      |
| 5  | Emily Kelavos        | 17    | EUA           | Final                         |
| 6  | Ezrela Abraham       | 20    | Australia     | Final                         |
| 7  | Hinari Irie          | 14    | Japão         | Missão 1                      |
| 8  | Iliya Fedartsova     | 21    | Bielorrússia  | Missão 2                      |
| 9  | Karlee Tanaka        | 19    | EUA           | Missão 2                      |
| 10 | Lara Raj             | 17    | EUA           | 2° lugar                      |
| 11 | Lexie Levin          | 19    | Suécia        | Retirou-se depois da Missão 2 |
| 12 | Manon Bannerman      | 21    | Suíça         | 6° lugar                      |
| 13 | Marquise Auramornrat | 17    | Tailandia     | Final                         |
| 14 | Mei Terada           | 17    | Japão         | Missão 2                      |
| 15 | Megan Skiendiel      | 17    | EUA           | 5° lugar                      |
| 16 | Nayoung Lee          | 21    | Coreia do Sul | Missão 3                      |
| 17 | Samara Siqueira      | 17    | Brasil        | Final                         |
| 18 | Sophia Laforteza     | 20    | Filipinas     | 1° lugar                      |
| 19 | Ua Shimada           | 15    | Japão         | Missão 3                      |
| 20 | Yoonchae Jeong       | 15    | Coreia do Sul | 4° lugar                      |